# Kościół Matki Bożej Fatimskiej w Kościnie
Kościół Matki Bożej Fatimskiej w Kościnie – rzymskokatolicki kościół filialny, znajdujący się w Kościnie w gminie Dobra (Szczecińska), w powiecie polickim (województwo zachodniopomorskie). Obiekt wpisany jest do rejestru zabytków. Jest kościołem filialnym parafii Chrystusa Króla Wszechświata w Dołujach.

## Historia i architektura
Kościół został wzniesiony w połowie XIX wieku. Jest budowlą salową, usytuowaną na rzucie prostokąta, bez wyodrębnionego prezbiterium. Reprezentuje tzw. Rundbogenstil, swoją architekturą nawiązując do dawnych średniowiecznych kościółków wiejskich Pomorza. Kościół zbudowany został z cegły, jest w całości otynkowany, z wykonanym boniowaniem. W ścianach bocznych znajdują się po trzy wysokie, półkoliście zakończone okna z opaskami. W ścianie zachodniej znajduje się wejście umieszczone w wysokiej arkadzie, w szczycie umieszczone zostały dwa okna. Wnętrze świątyni nakryte jest drewnianym stropem.
Kościół został spalony podczas działań wojennych w 1945 roku i następnie popadł w ruinę, zachowały się z niego tylko fragmenty murów obwodowych. Po 2000 roku świątynia została odbudowana i zaadaptowana na kościół filialny parafii w Dołujach. Odrestaurowany kościół został konsekrowany 19 października 2019 roku przez arcybiskupa Andrzeja Dzięgę.
Do kościoła przylega teren dawnego cmentarza, w przeszłości otoczony kamiennym murem. Zachowały się relikty nagrobków z XIX i XX wieku. Na terenie cmentarza rosną: jesion wyniosły, kasztanowiec biały, klon pospolity i robinia biała.